# Fort Minor
Fort Minor — хип-хоп-проект, созданный Майком Шинодой в сотрудничестве с группой Styles of Beyond и другими музыкантами в 2004 году. Дебютный альбом The Rising Tied, спродюсированный при участии Jay-Z, вышел 22 ноября 2005 года. В 2005 году альбом занял 51 место в чарте Billboard 200 и 142 в UK Albums Chart. В 2006 году 4-й сингл Where’d You Go занял 4 место в чарте Billboard Hot 100.
22 ноября 2006 года, спустя ровно год после выхода своего дебютного студийного альбома, Fort Minor выпустил студийный мини-альбом под названием Fort Minor Militia EP.

## История

### Формирование и альбом The Rising Tied (2004—2006)
Майк занялся сольным проектом в 2004 году. По его словам, все песни, не подходившие стилю Linkin Park, оказались в альбоме
The Rising Tied. Выбор имени «Fort Minor» отражает взаимодействие между противоположностями: нечто большое и сильное против маленького и слабого (или мрачного в музыкальном плане). Название альбома — также игра слов. Все приглашённые музыканты, принявшие участие в записи альбома, по словам Шиноды, сливаются воедино в музыкальном мире. В записи принимали участие Styles of Beyond, Black Thought (из The Roots), Common, Kenna, Люпэ Фиаско, Джон Ледженд, Джо Хан (из Linkin Park), Jay-Z, Скайлар Грей, Celph Titled, Sixx John, Jonah Mantraga, Eric Bobo (из Cypress Hill). Исполнительным продюсером альбома стал Jay-Z, который прежде работал с Linkin Park.
В интервью Шинода рассказал, что сам играл на всех инструментах и написал все слова к песням.
22 ноября 2005 года выходит дебютный альбом. Получив хорошие отзывы критиков, он занимает 51 место в чарте Billboard 200 и 142 в UK Albums Chart.
В 2006 году Майк выпускает два микстейпа с песнями, не вошедшими в альбом, и с их ремиксами. В ноябре 2006 Шинода объявил, что он «замораживает» проект для работы над альбомом Linkin Park.

### Fort Minor на концертах Linkin Park
Несмотря на то, что проект был «заморожен», некоторые куплеты песен Fort Minor можно было слышать в начале и конце «Points of Authority» во время туров Linkin Park Project Revolution 2007 и Project Revolution 2008. Песни «Remember the Name» и «Welcome» группа играла во время The Hunting Party Tour. Шинода исполнял «Remember the Name» и на осенних концертах Linkin Park 2024 года после перезапуска группы.

## Дискография

### Альбомы
| Год  | Название |
| ---- | --- |
| 2005 | The Rising Tied - Релиз: 22 ноября 2005 - Лейбл: Machine Shop Recordings/ Warner Bros. Records                     |
| 2006 | Fort Minor Militia EP (мини-альбом) - Релиз: 22 ноября 2006 - Лейбл: Machine Shop Recordings/ Warner Bros. Records |

### Синглы
| Год  | Название                                                         | Высшая позиция в чарте | Высшая позиция в чарте | Высшая позиция в чарте | Высшая позиция в чарте | Высшая позиция в чарте | Высшая позиция в чарте | Высшая позиция в чарте | Высшая позиция в чарте | Высшая позиция в чарте | Высшая позиция в чарте | Альбом          |
| Год  | Название                                                         | US                     | AUS                    | AUT                    | FIN                    | FRA                    | GER                    | NLD                    | NZ                     | SWI                    | UK                     | Альбом          |
| ---- | ---------------------------------------------------------------- | ---------------------- | ---------------------- | ---------------------- | ---------------------- | ---------------------- | ---------------------- | ---------------------- | ---------------------- | ---------------------- | ---------------------- | --------------- |
| 2006 | «Believe Me»                                                     | —                      | 43                     | 47                     | 5                      | —                      | 29                     | 58                     | —                      | —                      | 92                     | The Rising Tied |
| 2006 | «Where’d You Go» feat. Holly Brook and Jonah Matranga (Platinum) | 4                      | 41                     | 29                     | 8                      | 24                     | 18                     | 15                     | 14                     | 62                     | —                      | The Rising Tied |
| 2006 | «Remember the Name» (Platinum)                                   | 66                     | —                      | —                      | —                      | —                      | —                      | —                      | —                      | —                      | —                      | The Rising Tied |
| 2015 | «Welcome»                                                        | —                      | —                      | —                      | —                      | —                      | —                      | —                      | —                      | —                      | —                      | —               |